# مارجاريته بويتلر
مارجاريته بويتلر Margarete Beutler (ولدت في بريسلاو في يوليو 1884- ماتت في توبنجن في يونيو 1949) هي شاعرة ألمانية.

## حياتها
درست مارجاريته بويتلر الطب، وعاشت في برلين حتى عام 1925, ثم انتقلت إلى ميونخ ثم إلى توبنجن، حيث ماتت. وقد كانت تكتب الشعر وتترجم من اللغة الفرنسية.
وقد أنتجت أعمالا شعرية عديدة، وكانت تشارك بإبداعاتها في مجتمعات الأدباء، مثل "Cafè Größenwahn" و"Romanische Cafè", لكنها رحلت عن برلين إلى ميونخ، بعد أن تزوجت بالكاتب الروائي فريدريش فريسكا، في عام 1925, فانقطع اتصالها بالأدباء البرلينيين. 

## أدبها
كانت مارجاريته تنشر تحت أسماء مستعارة منها، «مارجيت فريدريش» و«مارجاريتا فريدريش فريسكا». وكانت تكتب حين كانت تقيم في برلين باللهجة البرلينينة، وقد كانت ذا نزعة إلى الأفكار البوهيمية، كما في ديوانها الشعري «وداعا بوهيميا» Leb wohl, Bohème، الذي صدر في عام 1911, وكذلك كتبت مارجاريتا في قصائدها عن حياة المومسات، وكان هذا النوع من القصائد يسمى ب «أغاني المومسات» Dirnenlieder.
وقد ظهرت بعض قصائد ديوانها الأول الذي صدر في عام 1903, في المجموعة الشعرية «أغاني على الأرصفة»، الذي جمع قصائدها هانس أوستفالد.

## أعمالها
1. قصائد 1903
2. قصائد جديدة 1908
3. وداعا بوهيميا 1911
4. أغنية الموت 1913
5. من موسيقى الحياة 1927
6. الصوت البعيد 1930